# هری دیویس (بازیکن فوتبال، زاده ۱۸۷۳)
هری دیویس (انگلیسی: Harry Davis; November 1873 – ۱۹۳۸ (۶۴−۶۵ سال)) بازیکن فوتبال بود.
از باشگاه‌هایی که در آن بازی کرده‌است می‌توان به باشگاه فوتبال شفیلد ونزدی اشاره کرد.
وی همچنین در تیم ملی فوتبال Football Alliance XI بازی کرده‌است.